# Amy Acker
Amy Acker (Dallas, Texas, Estats Units, 5 de desembre de 1976) és una actriu de cinema estatunidenca. És coneguda sobretot per interpretar els papers de Winifred Burkle i Illyria a la sèrie dramàtica sobrenatural Angel (2001-2004), com a Kelly Peyton a la sèrie de drama d'acció Alias (2005-2006) i com a Root a la sèrie dramàtica de ciència-ficció Person of Interest (2012-2016). De 2017-2019 va actuar com a Caitlin Strucker en la sèrie dramàtica de superherois The Gifted, basada en Marvel Comics' X-Men.
Acker va néixer i va créixer a Dallas, Texas, de mare mestressa de casa i pare advocat. Va estudiar ballet i dansa moderna durant 14 anys. Es va haver de sotmetre a una cirurgia de genoll mentre estudiava a l'institut i així va acabar la seva carrera de ballet. Acker es va graduar a l'escola secundària Lake Highlands, a Dallas. Posteriorment, va obtenir una llicenciatura en teatre a la Southern Methodist University.
El 25 d'abril de 2003 Acker es va casar amb l'actor James Carpinello a Califòrnia. Tenen un fill, nascut el febrer del 2005, i una filla, nascuda el setembre del 2006.

## Filmografia bàsica
- Angel (2001-2004)
- Catch Me If You Can (2002)
- Alias (2005-2006)
- Dollhouse (2009-2010)
- Happy Town (2010)
- The Cabin in the Woods (2012)
- Person of Interest (2012-[...?])
- Much Ado About Nothing (2013)